# راجر دونالدسون
راجر دونالدسون (انگلیسی: Roger Donaldson؛ زادهٔ ۱۵ نوامبر ۱۹۴۵) کارگردان، فیلم‌نامه‌نویس و تهیه‌کننده فیلم استرالیایی و نیوزیلندی است. اولین فیلم او در سال ۱۹۷۷، سگ‌های خفته، اثر برجسته سینمای نیوزلند به‌عنوان یکی از اولین فیلم‌های این کشور در نظر گرفته می‌شود که موفقیت‌های تجاری و انتقادی در مقیاس بزرگ را به خود جلب کرد.  او متعاقباً ۱۷ فیلم سینمایی را کارگردانی کرد و در هالیوود و انگلستان و همچنین کشور زادگاهش کار کرد. 
دونالدسون دو بار با بازیگرانی همچو کوین کاستنر، پیرس برازنان، آنتونی هاپکینز و مایکل مدسن کار کرده است. او برنده سه جایزه فیلم و تلویزیون نیوزیلند است. او همچنین یک جایزه اکتا و نامزد نخل طلایی است. در جشن تولد ملکه دونالدسون به دلیل خدمات فیلمبرداری به عنوان افسر نشان شایستگی نیوزیلند منصوب شد.

## فیلم‌شناسی

### کارگردان
- سگ‌های خفته (۱۹۷۷)
- مهره (۱۹۸۰)
- فراری تنها (۱۹۸۱)
- بونتی (۱۹۸۴)
- ماری (۱۹۸۵)
- هیچ راهی وجود ندارد (۱۹۸۷)
- کوکتل (۱۹۸۸)
- مرد کادیلاک (۱۹۹۰)
- شن‌های سفید (۱۹۹۲)
- گریز (۱۹۹۴)
- گونه (۱۹۹۵)
- قله دانته (۱۹۹۷)
- سیزده روز (۲۰۰۰)
- تازه کار (۲۰۰۳)
- سریع‌ترین سرخ پوست جهان (۲۰۰۵)
- سرقت بانک (۲۰۰۸)
- در جستجوی عدالت (۲۰۱۱)
- مرد نوامبر (۲۰۱۴)
- مک‌لارن (۲۰۱۷)

### تهیه کننده
- سگ‌های خفته (۱۹۷۷)
- فراری تنها (۱۹۸۱)
- مرد کادیلاک (۱۹۹۰)
- نترس (۲۰۰۰)
- سریع‌ترین سرخ پوست دنیا (۲۰۰۵)

### فیلمنامه‌نویس
- فراری تنها (۱۹۸۱)
- سریع‌ترین سرخ پوست دنیا (۲۰۰۵)